# Javi Varas
Javier 'Javi' Varas Herrera (Sevilha, 10 de setembro de 1982) é um ex-futebolista espanhol que atuava como goleiro.   

## Carreira
Integrou o Sevilla desde sua equipe "B". Entre 2012/13 foi cedido por empréstimo ao Celta de Vigo quando foi titular.

## Títulos
- Sevilla
  - Liga Europa: 2013-14